# Województwo łomżyńskie
Województwo łomżyńskie – jedno z 49 województw Polski powstałe w wyniku podziału administracyjnego z 1975 roku, a zlikwidowane w wyniku przeprowadzenia kolejnej reformy administracyjnej w 1999 roku, kiedy to zostało włączone do województwa podlaskiego i mazowieckiego (kilka gmin).
Powierzchnia województwa wynosiła (w 1998 r.) 6684 km² (co stanowiło 2,1% powierzchni całego kraju), z czego 68% to użytki rolne, a 20,3% lasy i zadrzewienia. W wyniku przeprowadzonej inwentaryzacji przyrodniczej wykazano, że ok. 40% powierzchni województwa cechuje się wysokimi walorami przyrodniczymi i krajobrazowymi. Dodatkowo teren ten charakteryzuje się stosunkowo niskim zanieczyszczeniem środowiska, co w połączeniu z wyżej wymienionymi walorami przyczyniło się do włączenia województwa łomżyńskiego do obszaru funkcjonalnego Zielonych Płuc Polski.
Przed utworzeniem województwa powstało wiele protestów lokalnej społeczności, głównie w części obecnego powiatu wysokomazowieckiego i dzisiejszego monieckiego. Dotyczyły one problemów komunikacyjnych ze stolicą województwa, a także większego oddalenia Łomży do tych miejscowości niż Białegostoku.

## Wojewodowie
| Lp. | Okres urzędowania                | Imię i nazwisko     |
| --- | -------------------------------- | ------------------- |
| 1   | czerwiec 1975 – październik 1986 | Jerzy Zientara      |
| 2   | październik 1986 – sierpień 1990 | Marek Strzaliński   |
| 3   | sierpień 1990 – sierpień 1991    | Franciszek Adamiak  |
| 4   | sierpień 1991 – maj 1994         | Jerzy Brzeziński    |
| 5   | maj 1994 – grudzień 1997         | Mieczysław Bagiński |
| 6   | grudzień 1997 – grudzień 1998    | Sławomir Zgrzywa    |

## Urzędy rejonowe
- Urząd Rejonowy w Grajewie dla gmin: Goniądz, Grajewo, Radziłów, Rajgród, Szczuczyn, Trzcianne i Wąsosz oraz miasta Grajewo
- Urząd Rejonowy w Kolnie dla gmin: Grabowo, Kolno, Mały Płock, Stawiski i Turośl oraz miasta Kolno
- Urząd Rejonowy w Łomży dla gmin: Jedwabne, Łomża, Miastkowo, Nowogród, Piątnica, Przytuły, Śniadowo, Wizna i Zbójna oraz miasta Łomża
- Urząd Rejonowy w Wysokiem Mazowieckiem dla gmin: Ciechanowiec, Czyżew-Osada, Klukowo, Kobylin-Borzymy, Kulesze Kościelne, Nowe Piekuty, Perlejewo, Sokoły, Szepietowo i Wysokie Mazowieckie oraz miasta Wysokie Mazowieckie
- Urząd Rejonowy w Zambrowie dla gmin: Andrzejewo, Boguty-Pianki, Kołaki Kościelne, Nur, Rutki, Szulborze Wielkie, Szumowo, Zambrów, Zaręby Kościelne i Zawady oraz miasta Zambrów

## Miasta
Ludność miast województwa łomżyńskiego: (stan na 31.12.1998)
- Łomża – 64 605
- Zambrów – 23 879
- Grajewo – 22 966
- Kolno – 11 180
- Wysokie Mazowieckie – 9562
- Szczuczyn – 3600
- Stawiski – 2500
- Nowogród – 2000
- Jedwabne – 1900
- Goniądz – 1900
- Rajgród – 1700

## Ludność w latach
| Rok                    | Liczba mieszkańców |
| ---------------------- | ------------------ |
| 1975 (31 grudnia)      | 320,2 tys.         |
| 1976 (31 grudnia)      | 320,2 tys.         |
| 1977 (31 grudnia)      | 320,5 tys.         |
| 1978 (spis powszechny) | 323 569            |
| 1978 (31 grudnia)      | 323,6 tys.         |
| 1979 (31 grudnia)      | 324,1 tys.         |
| 1980 (31 grudnia)      | 325,8 tys.         |
| 1983 (31 grudnia)      | 334 tys.           |
| 1985 (31 grudnia)      | 338,7 tys.         |
| 1986                   | 340,6 tys.         |
| 1987                   | 342,2 tys.         |
| 1988                   | 345,5 tys.         |
| 1989 (31 grudnia)      | 345,6 tys.         |
| 1990 (30 czerwca)      | 346,2 tys.         |
| 1990 (31 grudnia)      | 346,7 tys.         |
| 1991 (31 grudnia)      | 348,2 tys.         |
| 1992 (31 grudnia)      | 352,2 tys.         |
| 1993 (30 czerwca)      | 352,5 tys.         |
| 1994 (31 grudnia)      | 353,7 tys.         |
| 1995 (30 czerwca)      | 353,7 tys.         |
| 1995 (31 grudnia)      | 353,8 tys.         |
| 1997 (31 grudnia)      | 353,2 tys.         |